# Leopold Forstner
Leopold Forstner (* 2. November 1878 in Leonfelden, Oberösterreich; † 5. November 1936 in Stockerau) war ein Material-Künstler des Wiener Jugendstils, der insbesondere der Mosaiktechnik zur Renaissance verhalf.

## Leben
Forstner wurde als einziger Sohn des Tischlers Franz Forstner und seiner Frau Anna, geb. Kogseder, geboren. Drei seiner vier Schwestern starben bereits im Kindesalter. Forstner besuchte die Volksschule in Leonfelden und anschließend die Kaiser-Franz-Josef Bürgerschule und Staatshandwerksschule in Linz. Gefördert durch seinen geistlichen Onkel Anton Forstner, absolvierte er eine Lehre in der Tiroler Glasmalerei- und Mosaikanstalt in Innsbruck und studierte ab 1899 an der k.k. Kunstgewerbeschule des k.k. Österreichischen Museums für Kunst und Industrie, wo er von Karl Karger und seinem späteren Mentor Koloman Moser unterrichtet wurde. Im Anschluss daran studierte Forstner von 1902 bis 1903 an der Königlichen Akademie der Bildenden Künste in München bei Ludwig von Herterich.
Ab 1901 betätigte sich Leopold Forstner als Zeichner, Maler, Illustrator und Buchgraphiker. Im Jahr 1906 gründete er die „Wiener Mosaikwerkstätte“. Zwei Jahre später erhielt Forstner den Gewerbeschein für die Herstellung von Glasmosaiken für seine erste Werkstätte in Wien 9., Althanplatz 6 (heute Julius-Tandler-Platz). 1908 fand auf Anregung von Gustav Klimt und Josef Hoffmann die Wiener Kunstschau statt, bei der sich Forstner mit mehreren Werken erstmals einem breiten Publikum präsentieren konnte. 1909 war er dort ebenso vertreten wie 1911 auf der Frühjahrsausstellung des Hagenbundes.
Seine ersten Mosaike stellte Forstner noch in traditioneller venezianischer oder florentinischer Technik her. Bekannt wurde er aber durch seine kombinierten Mosaike und später durch die Platten-Mosaike, wie z. B. beim Klimt-Fries im Palais Stoclet. Die Entwürfe seiner Werke stammten teilweise aus eigener Hand, Forstner arbeitete aber auch mit bedeutenden zeitgenössischen Künstlern wie Otto Wagner, Otto Schönthal, Emil Hoppe und Gustav Klimt zusammen.
In den folgenden Jahren bis zum Ausbruch des Ersten Weltkrieges schuf Forstner die bedeutendsten Werke seiner Schaffensperiode und vergrößerte seine Werkstätte, die nach Wien 20, Pappenheimgasse 39 übersiedelte. 1912 wurde er Mitglied im Bund österreichischer Künstler und gründete gemeinsam mit dem Architekten Cesar Poppovits und dem Maler Alfred Basel das Unternehmen „Wiener Friedhofskunst“. Im selben Jahr ließ er auch einen eigenen Glasofen errichten und gründete in Stockerau damit die „Mosaik-Glashütte“ im Areal der ehemaligen „Reiterkaserne“ in der Schaumanngasse 3. 1913 wurde er als außerordentliches Mitglied in die Gesellschaft österreichischer Architekten aufgenommen.
Im Jahr 1911 heiratete er die aus Stockerau stammende Stephanie Stöger, mit der er zwei Kinder hatte, Georg (* 1912) und Karl (* 1913).
Nach dem Ende des Ersten Weltkrieges, in dem Forstner als Sammeloffizier in Albanien und Mazedonien diente, übersiedelte er nach Stockerau, in die Heimatstadt seiner Frau, wo er 1919 die Werkstätte zur Erzeugung von Edelglas, die „Edelglas-, Mosaik- u. Emailwerkstätte“ und 1920 die „Edelglaswerke AG“ für Hohlglas gründete, die er jedoch bald wieder verkaufen musste und von 1925 bis zur Stilllegung im Jahr 1937 von der Familie Fickl weitergeführt wurde.
Wegen der schlechten wirtschaftlichen Situation nach Kriegsende betätigte sich Forstner in den folgenden Jahren künstlerisch sehr vielseitig, so mit dem Entwurf und der Ausführung von Denkmälern, als Architekt und Landschaftsplaner sowie 1929–36 als Zeichenlehrer am Hollabrunner Gymnasium.
Sein Grab befindet sich auf dem Stockerauer Friedhof.

## Werke (Auswahl)

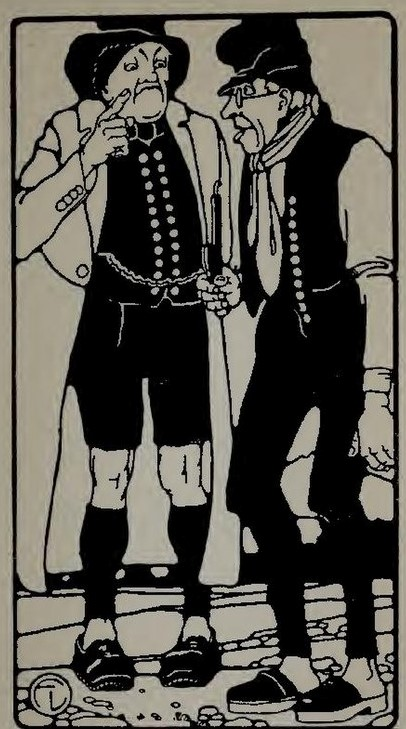
Ohne Titel (1902)

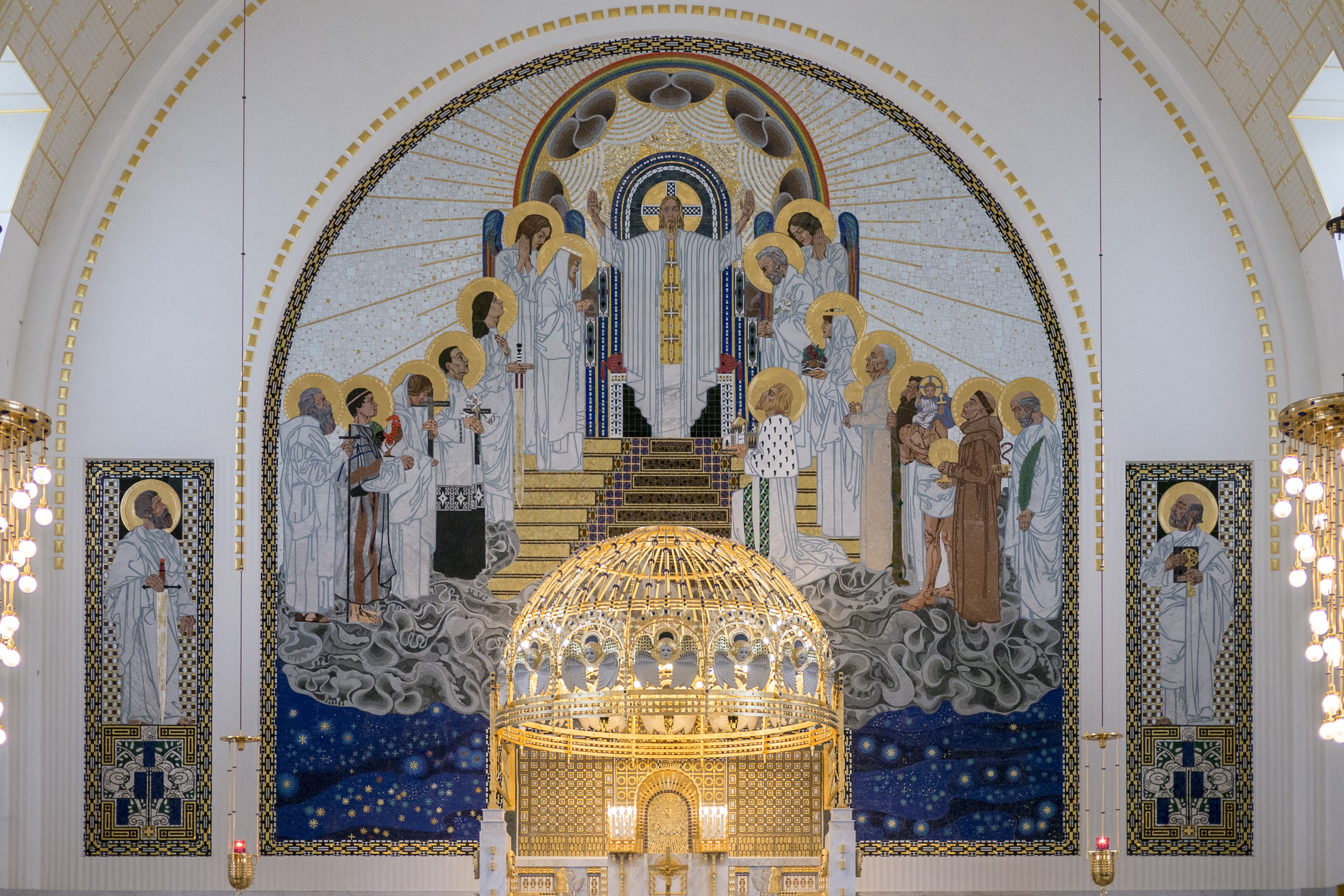
Kirche am Steinhof mit dem Hochaltarmosaik

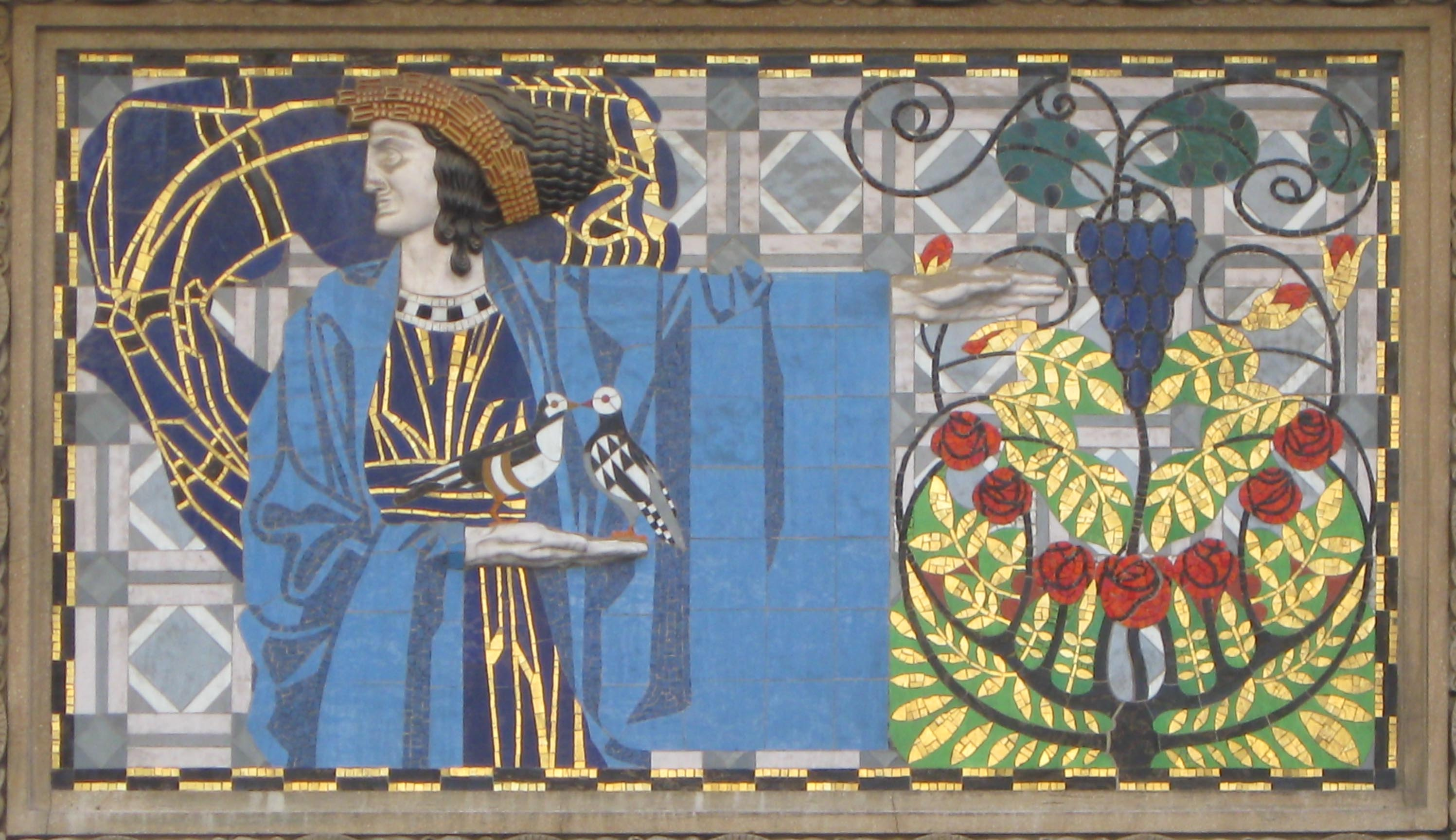
Mosaik über dem Eingang des Hauses Frankenberggasse 3 in Wien 4

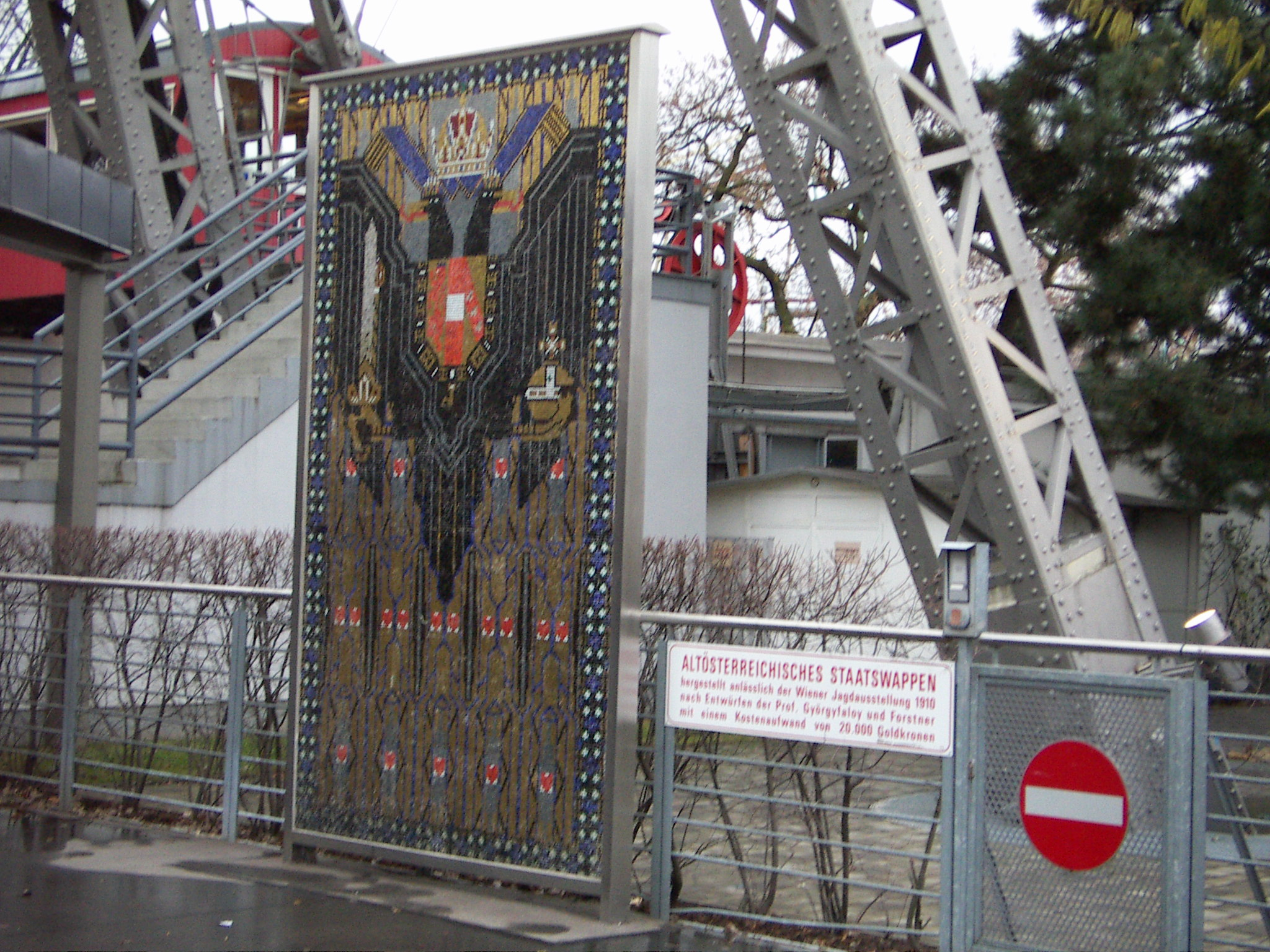
Kleines k.u.k. Wappen für die Wiener Jagdausstellung 1910

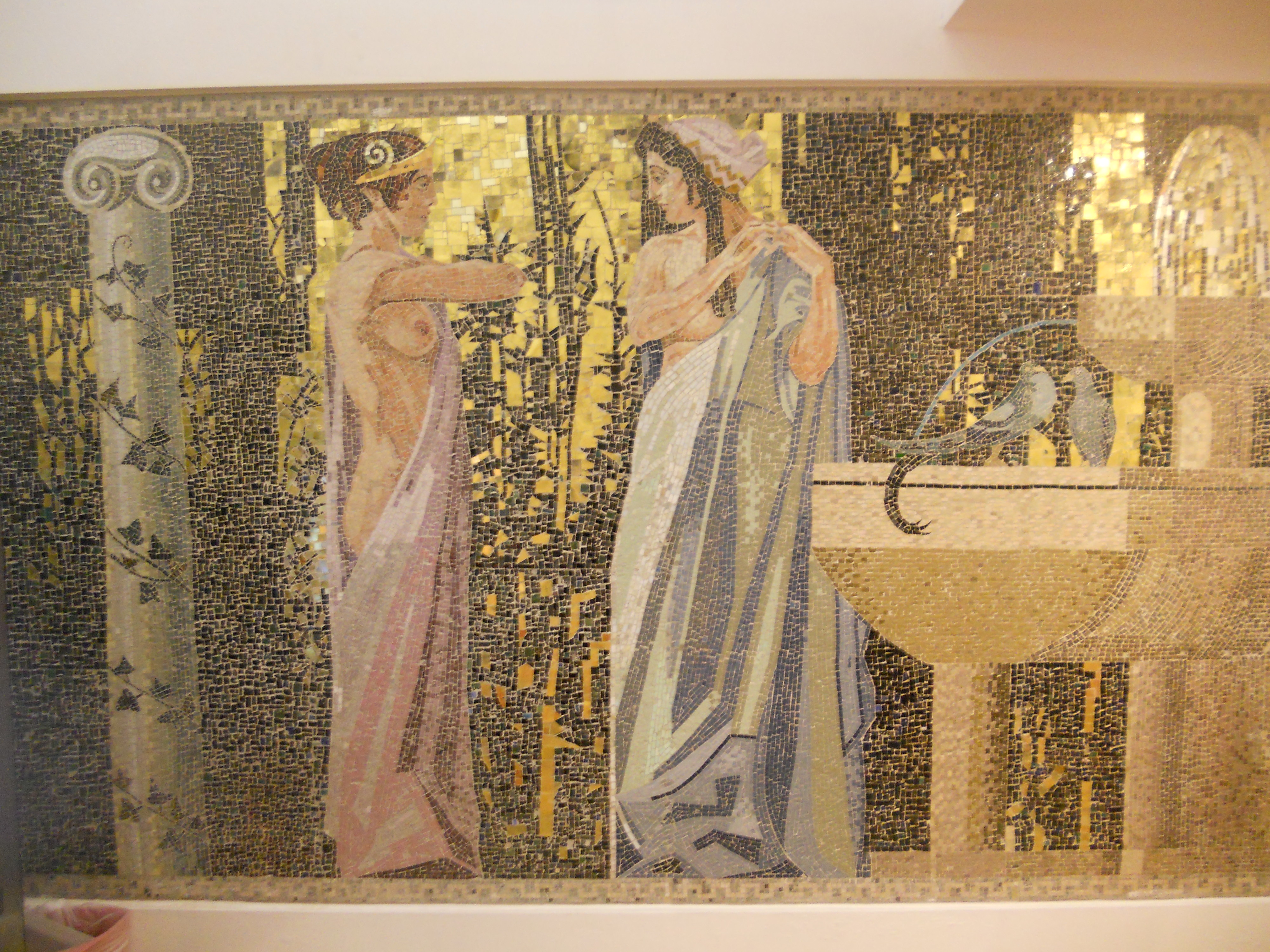
Detail eines der Mosaike im Dianabad

- Glasfenster für die Wiener Postsparkasse; 1904–06
- Gedenktafel für W. A. Mozart für das Haus Klosterstraße 20, Linz; 1906.
- St. Georg und St. Hubertus, venezianische Mosaike, ausgestellt bei der Kunstschau 1908.
- Apsismosaik für die Pfarrkirche Ebelsberg in Linz mit einem Relief des Keramikers Wilhelm Bormann; 1908.
- Mosaik mit Relieffiguren „Der Frühling“ im Grand Salon des Grand Hotel Wiesler in Graz.
- Mosaik des kleinen Wappens der k. u. k. Monarchie für die Wiener Jagdausstellung; zusammen mit Györgyfaloy, 1910.
- Glasfenster und Wandmosaike in den Eingangsbereichen zu den Seitenkapellen sowie der Darstellung der vier Evangelisten in den Kuppelpendentifs für die Friedhofskirche zum heiligen Karl Borromäus am Wiener Zentralfriedhof; 1911.
- Ausführung des Mosaikfrieses nach dem Entwurf Gustav Klimts für das Speisezimmer des Palais Stoclet in Brüssel; 1909–11.
- Glasfenster nach Entwürfen von Koloman Moser und das Hochaltarmosaik „Die Verheißung des Himmels“ nach Entwürfen von Carl Ederer, Remigius Geyling und Rudolf Jettmar für die Kirche am Steinhof in Wien; 1906–12.
- Zweite Villa von Otto Wagner, Wien 14; 1912/13.
- Mosaike für die Eingangshalle des alten Wiener Dianabades; 1914.
- Mosaik „Hl. Georg“ für den Kirchturm von Stockerau; 1914–16 (1937 entfernt; im Jahr 1989 restauriert und seitdem in der Kapelle des Stockerauer Krankenhauses aufgestellt).
- Dragoner-Kriegerdenkmal im Kirchenpark von Stockerau; 1926.
- Neuanlage des Stadtparks von Stockerau; 1928.
- Denkmal für die Gefallenen des Ersten Weltkrieges im Stockerauer Gymnasium; 1930.
- Glasmalereien des „Gertrudfensters“ in der Währinger Pfarrkirche; 1934

Weitere Arbeiten in Wien
- Hotels: Astoria, Regina
- Kaffeehäuser: Palace, Sacher
- Kaufhäuser: Gerngross
- Wohnhäuser: Frankenberggasse 3
- Stoffmuster für Joh. Backhausen & Söhne
- Glasfenster mit Landschafts-, Blumen- und Vogeldarstellungen etc. in Stiegenhäusern für zahlreiche Wohnhäuser in Wien, u. a.:
  - Wien 3, Blütengasse 6
  - Wien 3, Esteplatz 4
  - Wien 6, Linke Wienzeile 48–52 (Haus der Versicherungsanstalt der Österreichischen Bundesbahnen)
  - Wien 7, Kaiserstraße 86
  - Wien 7, Neubaugasse 38
  - Wien 7, Siebensterngasse 44
  - Wien 7, Westbahnstraße 26
  - Wien 15, Hütteldorfer Straße 24
  - Wien 19, Nedergasse 12
  - Wien 19, Obkirchergasse 41

Andere Arbeiten
- Gedenktafel für Adalbert Stifter in Kirchschlag bei Linz.
- Bildnisbüste von Norbert Hanrieder in der Landesgalerie Linz.
- Hessendenkmal an der Promenade in Linz.

## Würdigung
- In Bad Leonfelden weist eine im Jahr 1978 am Hauptplatz Nr. 19 angebrachte Gedenktafel auf Forstners Geburtshaus hin.
- In Hollabrunn wurde die Forstnergasse nach ihm benannt.[1]